# Distretto di Pioltello
Il distretto di Pioltello era il nome di un distretto ideato dal governo moderato della Repubblica Cisalpina nel Dipartimento d'Olona dopo il colpo di Stato del 1798.

## Storia
La Costituzione della Repubblica Cisalpina progettò un nuovo ordinamento degli enti locali lombardi, partendo dal presupposto di una nuova geografia basata su una razionalizzazione illuministica anziché sui retaggi di secoli di storia. La funzione dei distretti, che andavano a sostituire l'istituto plurisecolare della pieve, sarebbe divenuto quello di svolgere le più alte funzioni municipali nelle aree di notevole parcellizzazione comunale. Il golpe militare del 1798 ne ridusse il numero, onde ricavare risparmi per le spese belliche.
Il distretto di Pioltello divenne il numero 35 dell'Olona. I comuni ricompresi furono: Bornago, Briavacca, Bussero, Camporicco, Cassignanica, Cassina de' Pecchi, Cassina Nuova, Cernusco Asinario, Crescenzago con Cimiano, Gorgonzola, Gorla, Lambrate ed uniti, Limito ed uniti, Liscate con San Pietro Donato, Lucino, Melzo, Novegro con Fra di Sesto, Pessano ed uniti, Pioltello, Premenugo, Redecesio, Rodano con Pobbiano, Rovagnasco ed uniti, San Gregorio Vecchio ed uniti, San Pedrino, Sant’Agata, Segrate, Settala con Caleppio, Tregarezzo con San Felice, Trenzanesio, Turro, Vignate con Retenate, Vimodrone.
Dopo che l’invasione tedesca del 1799 tentò di riproporre le vecchie pievi, al loro ritorno nel 1800 i francesi ora con un governo con basi più borghesi non ricrearono più questo livello amministrativo creando al loro posto i cantoni.

## Territorio
Il territorio del distretto fu composto dalle parti confinanti dei vecchi distretti di Linate (ex pieve di Segrate senza Pantigliate), di Cernusco (senza Cambiago e l'estranea San Giuliano) e Gorgonzola (entrambi ex pieve di Gorgonzola, la cui estremità orientale passò al Serio), di Melzo (la parte tornata dall'Adda cioè l'ex pieve di Settala e la sola Melzo) e altri.